# Literaturjahr 1887
Liste der Literaturjahre

Literaturjahr 1887 | 1888 | 1889

Weitere Ereignisse

## Ereignisse

### Prosa
- 01. Januar bis 1. Dezember: Der Roman Nord Contre Sud von Jules Verne erscheint als Fortsetzungsgeschichte im Magasin d'Éducation et de Récréation. Der Roman selbst erscheint in zwei Bänden am 26. Mai und am 14. November im Verlag von Pierre-Jules Hetzel in Paris.
- Februar: Marie von Ebner-Eschenbach veröffentlicht ihr Hauptwerk, den Roman Das Gemeindekind.

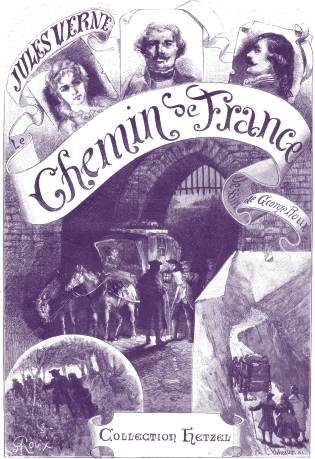
Titelseite der französischen Originalausgabe mit einer Illustration von George Roux

- 03. Oktober: Der Roman Le Chemin de France (Der Weg nach Frankreich) des französischen Autors Jules Verne erscheint im Verlag von Pierre-Jules Hetzel in Paris. Im selben Band befindet sich außerdem noch die Kurzgeschichte Gil Braltar.
- November: A Study in Scarlett (Eine Studie in Scharlachrot), der erste Kriminalroman Sir Arthur Conan Doyles, erscheint im Magazin Beeton's Christmas Annual als Titelgeschichte. Darin hat der Detektiv Sherlock Holmes seinen ersten Auftritt.

- Die Erzählung The Canterville Ghost (Das Gespenst von Canterville) des irischen Schriftstellers Oscar Wilde erscheint in der Londoner Zeitschrift The Court and Society Review – sie ist das erste erzählerische Werk des Schriftstellers.
- Der Roman Noli me tangere des späteren philippinischen Nationalhelden José Rizal erscheint. Darin prangert er die Ungerechtigkeiten der katholischen Priester und die Willkürherrschaft der spanischen Kolonialregierung an.

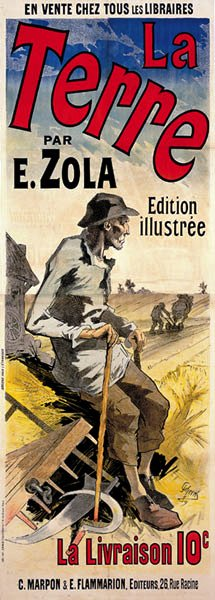
Werbeplakat für Die Erde aus dem Jahre 1887

- Émile Zola verfasst den Roman La Terre (Die Erde). Er bildet den fünfzehnten Teil des zwanzigbändigen Rougon-Macquart-Zyklus.

- Die Erzählung Das Ereignis in der Schrun von Peter Rosegger erscheint.

- Von Theodor Storm erscheint die Novelle Ein Doppelgänger als Buchausgabe.

- Von Gerhart Hauptmann erscheint als Zeitschriftenabdruck dessen erste Erzählung Fasching.

### Drama
- 14. November: August Strindbergs Drama Fadren (Der Vater) hat seine Uraufführung in Kopenhagen.

- Anton Tschechow verfasst das Theaterstück Iwanow in seiner ersten Gestalt als Komödie.

### Periodika
- 04. März: Als George Hearst sein Amt als Senator antritt, übergibt er seinem Sohn William Randolph Hearst das Management seiner Zeitung The Daily Examiner, die dieser in San Francisco Examiner umbenennt. Damit beginnt der allmähliche Aufbau eines Zeitungsimperiums.
- 22. März: In Kolumbien erscheint die Erstausgabe der Tageszeitung El Espectador, der heute ältesten Zeitung des Landes.

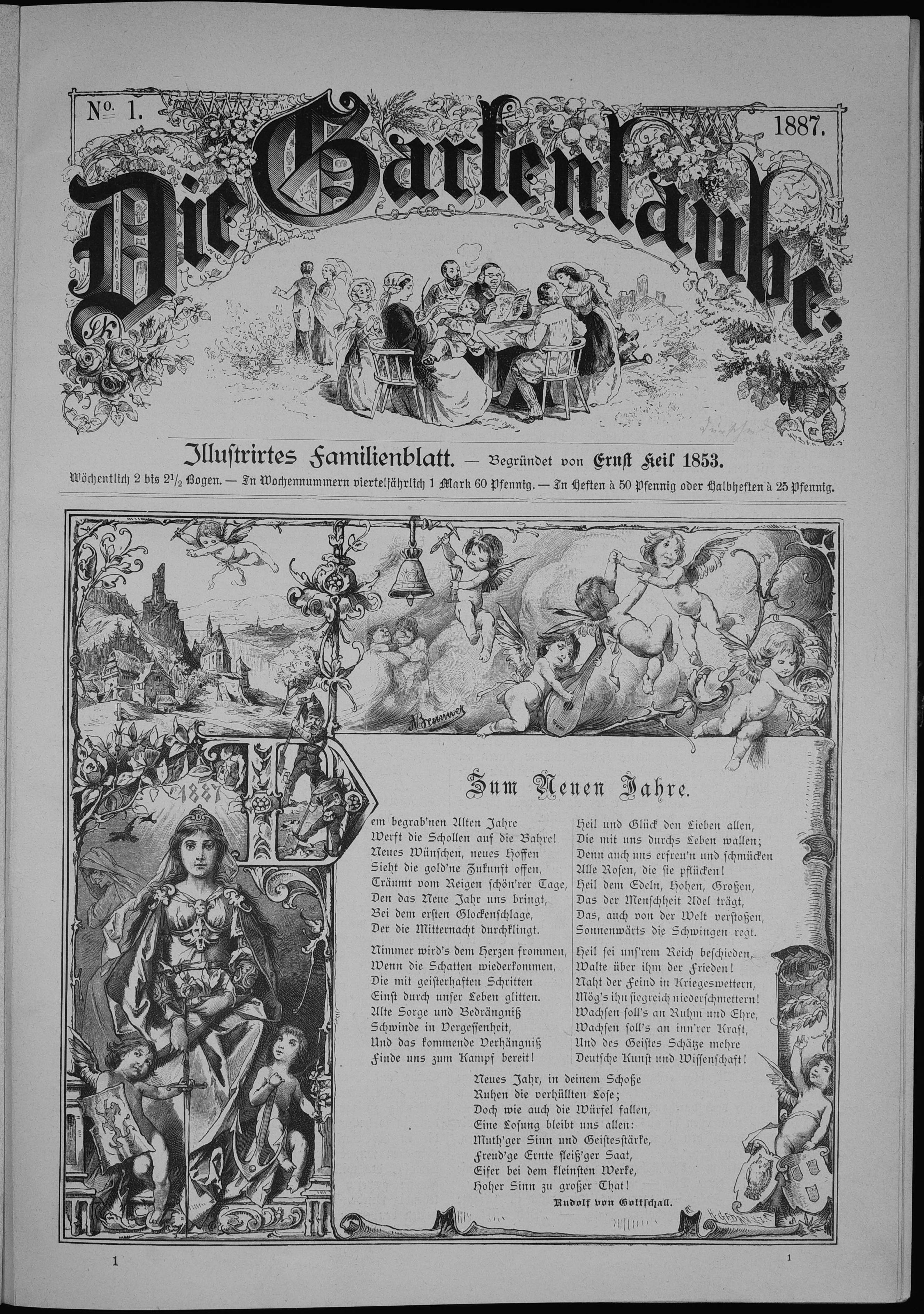
Die Gartenlaube 1887

### Wissenschaftliche Werke

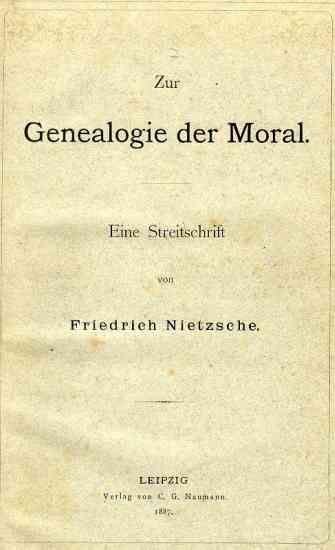
Titel der Erstausgabe

- Friedrich Nietzsche veröffentlicht das philosophische Werk Zur Genealogie der Moral.

### Religion
- 22. Dezember: In der Enzyklika Officio sanctissimo äußert sich Papst Leo XIII. über die Kirche im Königreich Bayern.

### Sonstiges

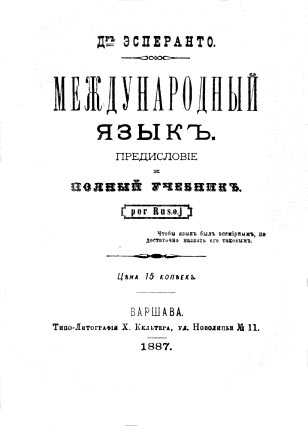
„Erste Buch“ über Esperanto, Warschau 1887, russische Ausgabe

- 26. Juli: Geschichte des Esperanto: Zuerst auf Russisch veröffentlicht Ludwik Lejzer Zamenhof in Warschau unter dem Pseudonym Doktoro Esperanto das Lehrbuch über seine „Internationale Sprache“. Weitere Broschüren in anderen Sprachen folgen rasch. Das Pseudonym bleibt als Name der Sprache haften: Esperanto.
- 05. Dezember: Die Berner Übereinkunft zum Schutz von Werken der Literatur und Kunst tritt im Deutschen Reich in Kraft.

## Geboren

### Erstes Halbjahr
- 01. Januar: Joseph Opatoshu, US-amerikanischer jiddischsprachiger Schriftsteller († 1954)
- 10. Januar: Robinson Jeffers, US-amerikanischer Lyriker, Dramatiker und Naturphilosoph († 1962)
- 11. Januar: Juan Carlos Dávalos, argentinischer Schriftsteller († 1959)
- 15. Januar: Willy Seidel, deutscher Schriftsteller († 1934)
- 16. Januar: Kasai Zenzō, japanischer Schriftsteller († 1928)

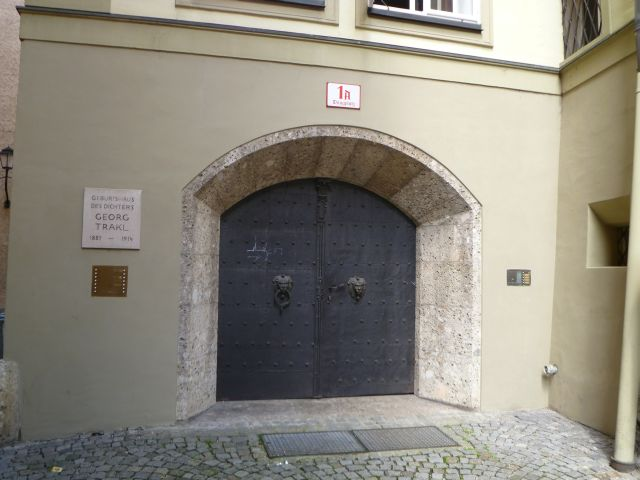
Eingangstür von Trakls Geburtshaus in Salzburg

- 03. Februar: Georg Trakl, österreichischer Dichter († 1914)
- 05. Februar: Albert Paris Gütersloh, österreichischer Maler und Schriftsteller († 1973)
- 08. Februar: Heinrich Spoerl, deutscher Schriftsteller († 1955)
- 11. Februar: Origuchi Shinobu, japanischer Schriftsteller und Literaturwissenschaftler († 1953)
- 21. Februar: Wilhelm Speyer, deutscher Schriftsteller († 1952)
- 24. Februar: Mary Ellen Chase, US-amerikanische Schriftstellerin († 1973)
- 26. Februar: Stefan Grabiński, polnischer Schriftsteller und Autor von Horrorliteratur († 1936)

- 14. März: Sylvia Beach, US-amerikanische Buchhändlerin und Verlegerin († 1962)
- 14. März: Ernst Goll, österreichischer Dichter († 1912)
- 23. März: Rudolf Kinau, niederdeutscher Schriftsteller († 1975)
- 25. März: Geoffrey Keynes, britischer Mediziner, Wissenschaftler und Bibliophiler († 1982)

- 22. April: James Norman Hall, US-amerikanischer Schriftsteller († 1951)
- 01. Mai: Vincenzo Cardarelli, italienischer Journalist, Schriftsteller und Dichter († 1959)
- 03. Mai: Wilhelm Ackermann, deutscher Journalist († 1959)
- 09. Mai: Jan Morávek, tschechischer Historiker und Archivar († 1960)
- 12. Mai: Jean-Charles Roman d’Amat, französischer Archivar und Paläograf († 1976)
- 16. Mai: Jakob van Hoddis, deutscher Dichter († 1942)

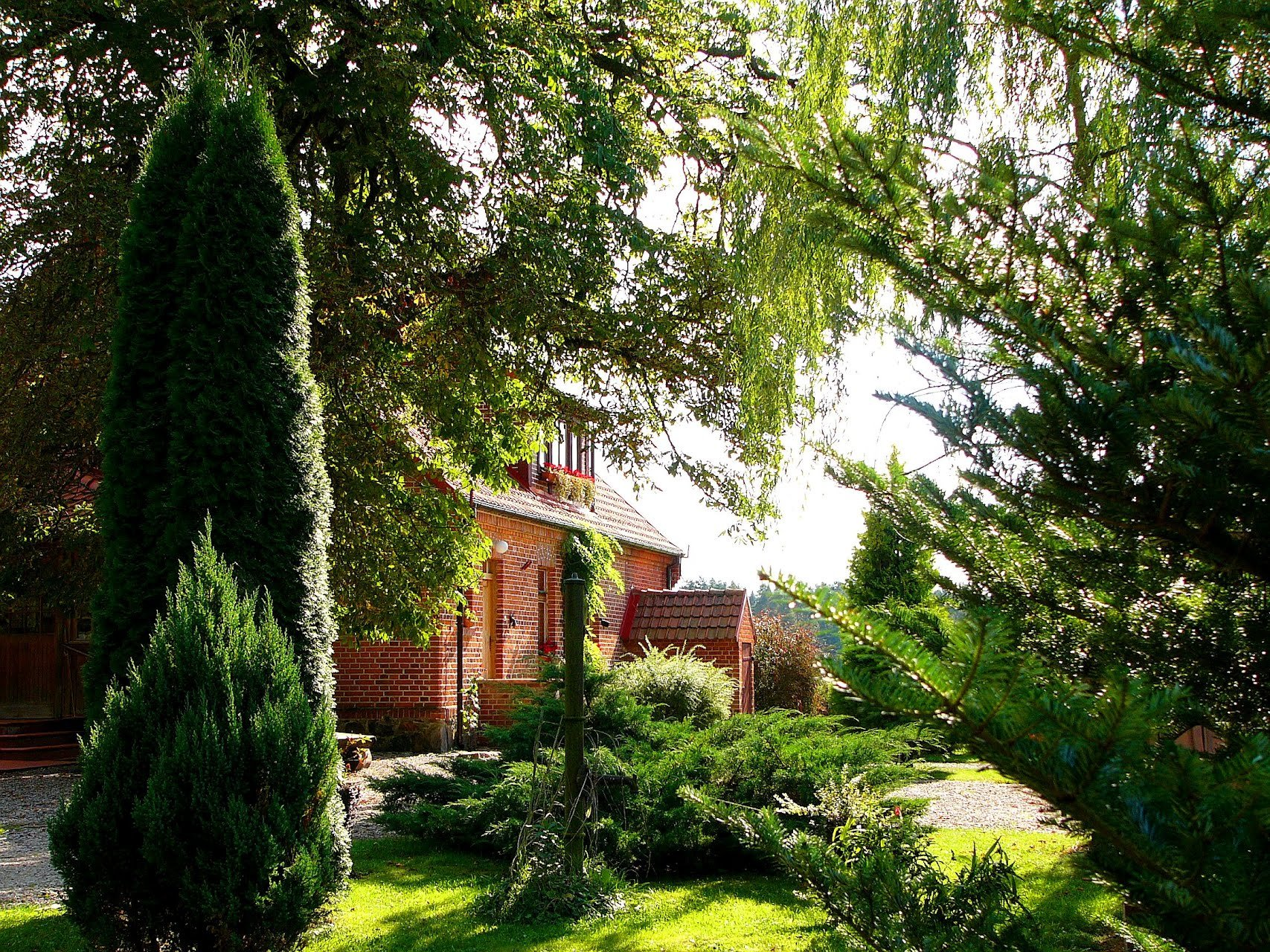
Forsthaus Kleinort, Geburtsort Ernst Wiecherts

- 18. Mai: Ernst Wiechert, Schweizer Schriftsteller († 1950)
- 22. Mai: Arthur Cravan, britischer Dichter und Amateurboxer († 1918)
- 24. Mai: Hermann Aellen, Schweizer Schriftsteller und Journalist († 1939)
- 31. Mai: Saint-John Perse, französischer Dichter, Diplomat und Literaturnobelpreisträger († 1975)

- 08. Juni: Bruno Peyn, deutscher Schriftsteller († 1970)
- 13. Juni: Bruno Frank, deutscher Schriftsteller († 1945)
- 18. Juni: Marcet Haldeman, US-amerikanische Autorin († 1941)
- 22. Juni: Julian Huxley, britischer Biologe, Philosoph und Schriftsteller († 1975)
- 23. Juni: Ernst Rowohlt, deutscher Verleger († 1960)
- 25. Juni: George Abbott, US-amerikanischer Theaterautor, -regisseur und -produzent und Filmemacher († 1995)

### Zweites Halbjahr
- 02. Juli: Elisabeth Baumann-Schlachter, Schweizer Schriftstellerin († 1941)
- 06. Juli: Walter Flex, deutscher Schriftsteller und Lyriker († 1917)
- 12. Juli: Robert Bürkner, deutscher Schauspieler, Theaterintendant, Regisseur und Autor († 1962)
- 27. Juli: Yamamoto Yūzō, japanischer Schriftsteller († 1974)

- 08. August: Samuel Agnon, israelischer Schriftsteller und Literaturnobelpreisträger († 1970)
- 15. August: Stanley Vestal, amerikanischer Schriftsteller, Dichter und Historiker († 1957)
- 17. August: Marcus Garvey, jamaikanischer Journalist († 1940)
- 18. August: Alma Johanna Koenig, österreichische Lyrikerin und Erzählerin († 1942)
- 18. August: Hermann Finsterlin, deutscher Architekt, Maler, Dichter und Komponist († 1973)
- 26. August: Carl Boese, deutscher Filmregisseur, Schauspieler und Autor († 1958)

- 01. September: Blaise Cendrars, schweizerisch-französischer Schriftsteller († 1961)
- 07. September: Edith Sitwell, britische Schriftstellerin († 1964)
- 12. September: Yusif Vəzir Çəmənzəminli, aserbaidschanischer Schriftsteller und Staatsmann († 1943)
- 12. September: Auguste Lazar, österreichisch-deutsche Schriftstellerin († 1970)
- 15. September: Carlos Dávila Espinoza, chilenischer Politiker, Diplomat und Journalist († 1955)
- 19. September: Erwein Freiherr von Aretin, deutscher Journalist und Heimatpolitiker († 1952)

- 12. Oktober: Paula von Preradović, österreichische Schriftstellerin († 1951)
- 15. Oktober: Fernán Silva Valdés, uruguayischer Schriftsteller († 1975)
- 22. Oktober: John Reed, US-amerikanischer Journalist († 1920)
- 30. Oktober: Georg Heym, deutscher Schriftsteller († 1912)

- 04. November: Štefan Lux, tschechoslowakischer Künstler und Journalist († 1936)
- 10. November: Arnold Zweig, deutscher Schriftsteller († 1968)
- 14. November: Lajos Áprily, ungarischer Dichter und Übersetzer († 1967)
- 15. November: Marianne Moore, US-amerikanische Schriftstellerin († 1972)

- 06. Dezember: Minakami Takitarō, japanischer Schriftsteller († 1940)
- 17. Dezember: Josef Lada, tschechischer Illustrator und Kinderbuchautor († 1957)
- 19. Dezember: August Abel, deutscher Politiker und Journalist († 1962)
- 23. Dezember: Thomas Otto Hermannus Achelis, deutscher Gymnasiallehrer, Historiker und Autor († 1967)

## Gestorben
- 19. Februar: Multatuli (Eduard Douwes Dekker), niederländischer Schriftsteller (* 1820)
- 08. März: Paul Féval, französischer Schriftsteller (* 1816)
- 19. März: Józef Ignacy Kraszewski, polnischer Schriftsteller (* 1812)

- 03. April: Friedrich Wilhelm Grimme, deutscher Schriftsteller, Heimatdichter und Botaniker (* 1827)
- 18. April: Alfred Adelmann von Adelmannsfelden, deutscher Offizier und Schriftsteller (* 1848)

- 22. Juni: E. Marlitt, deutsche Schriftstellerin (* 1825)
- 13. September: Eugène Jouve, französischer Journalist, Reiseschriftsteller und Kriegsberichterstatter (* 1813)
- 14. September: Friedrich Theodor Vischer, deutscher Schriftsteller und Politiker (* 1807)
- 27. Oktober: Karl Goedeke, deutscher Literaturhistoriker (* 1814)

- 06. November: Eugène Pottier, französischer Dichter (* 1816)
- 11. November: August Spies, deutsch-US-amerikanischer Redakteur und Herausgeber (* 1855)
- 19. November: Emma Lazarus, US-amerikanische Dichterin (* 1849)
- 23. Dezember: Leonard Sowiński, polnischer Dichter und Literarhistoriker (* 1831)